# Sabotage Act
La loi portant modification de la législation générale de 1962 (en anglais General Law Amendment Act, 1962), également connue sous le nom de Loi sur le sabotage (Sabotage Act), fut proposée par le gouvernement Verwoerd et votée par le Parlement sud-africain durant la période de l'apartheid. 
Cette loi modificative, qui vise à durcir les restrictions des droits civils et civiques des militants anti-apartheid, modifie les dispositions de plusieurs autres textes législatifs existants comme la Loi sur la répression du communisme de 1950, le Public Safety Act de 1953, le Criminal Procedure Act de 1955, le Riotous Assemblies Act de 1956 et le Unlawful Organizations Act de 1960,.
Les dispositions les plus connues, introduites par ce texte législatif, consistent à définir assez largement la notion de sabotage pour y inclure notamment la grève et à permettre une garde à vue de 90 jours sans charges ni inculpations.

## Dispositions principales

### Répression du «sabotage»
Cette loi donne une définition large de la notion de sabotage qu'elle élargit pour y inclure les grèves, les activités syndicales et l'écriture de slogans sur les murs.
Elle mentionne que les auteurs d’actes de sabotage risquent des peines allant de cinq ans de prison minimum à la condamnation à mort par pendaison. Elle renverse la charge de la preuve : c'est à l'accusé de démontrer son innocence

### La loi des 90 jours (article 17)
L'article 17 de la loi sur le sabotage introduit dans la législation le principe de détention sans procès. Elle permet ainsi à tout officier de police d'arrêter toute personne suspectée de détenir un secret sur un délit d'ordre politique et que celle-ci soit ensuite détenue sans mandat et au secret à des fins d'interrogatoire pendant une période maximale de 90 jours. 
Les tribunaux interprètent alors cet article comme autorisant la police à détenir des personnes pendant des périodes de 90 jours, indéfiniment renouvelables. Ainsi de nombreux détenus en vertu de l'article 17, relâchés  au bout de 90 jours, sont de nouveau arrêtés le jour même de leur libération pour être détenus pour une nouvelle période de 90 jours,. Durant ces détentions au secret pour "interrogatoire", il n'est pas rare que les prisonniers subissent de la violence psychologique et même de la torture. En détention de 90 jours, dans ce cadre, le militant de l'ANC Looksmart Solwandle Ngudle décède très vraisemblablement sous la torture.
Cet article sera suspendu en 1965 mais la loi sur le terrorisme de 1967 permettra la détention au secret pour une durée indéterminée des personnes soupçonnées de détenir une information quelconque ayant trait au terrorisme.

### Répression du «communisme»
La loi étend considérablement les pouvoirs du ministère de la Justice, dont le titulaire en 1962 est le futur premier ministre, B. J. Vorster. 
Quiconque avait été inculpé en vertu de la Loi sur la répression du communisme de 1950 (Suppression of Communism Act, 1950) pouvait se voir interdire d'exercer des fonctions dans des institutions nommées[Quoi ?].
Ces personnes pouvaient aussi être assignées à résidence sans procès, être obliger de se présenter quotidiennement au poste de police et être interdits de se réunir ou d'accueillir plus d'un invité à la fois. 
Comme la Loi sur la suppression du communisme de 1950 définit le communisme de manière extrêmement englobante, de nombreux opposants à l'apartheid sont devenus des « communistes statutaires », même s'ils n'avaient jamais été membres du Parti communiste sud-africain.

### Atteinte à la liberté de la presse
La liberté de la presse est également fortement réduite : toute publication opposée au gouvernement est passible d'une amende de 20 000 rands[réf. nécessaire] (toute la presse nationale anglophone était néanmoins opposée au gouvernement NP). 
De nombreux journalistes aux sympathies communistes connues se voient interdire toute publication ou activité journalistique, même si celle-ci est sans lien avec la politique. Le 16 novembre 1962, le gouvernement fait paraître une liste de 437 personnes taxées de « communistes ». 
La presse sud-africaine a l'interdiction de citer tout texte ou toute déclaration des personnes ainsi mises à l'index.

## Amendements
Les modifications apportées par ce texte de loi à plusieurs dispositions législatives antérieures ont par la suite  été amendées à plusieurs reprises, notamment par la General Law Amendment Act de 1966, la Lower Courts Amendment Act de 1977 et la Criminal Procedure Act de 1977. L'article 16 du Sabotage Act a notamment été abrogé par la loi n°86 de 1995 sur l'état d'urgence.

## Témoignages

### Film
Le film Un monde à part s'appuie sur l'histoire de la scénariste Shawn Slovo et de ses parents, militants communistes anti-apartheid. Le film évoque notamment la répression politique contre Ruth First, sa détention sans charge durant 90 jours et les ravages psychologiques que cela a entrainé. 